# Sheaderia
Sheaderia is een geslacht van eenoogkreeftjes uit de familie van de Clausiidae. 
De wetenschappelijke naam van het geslacht is voor het eerst geldig gepubliceerd in 2013 door Kim, Sikorski, O'Reilly & Boxshall.

## Soorten
- Sheaderia bifida Kim, Sikorski, O'Reilly & Boxshall, 2013